# Chicken Brain Records
Chicken Brain Records, CBR,  var ett skivbolag som existerade i mitten på 1980-talet. Bolaget gav främst ut punkskivor. Bolaget har bland annat gett ut Strebers mini-LP "Öga för öga" 1987 och The Krixhjälters debutalbum, Evilution, 1989.

## Band som getts ut av CBR
- Comecon
- Omnitron
- Strebers
- The Krixhjälters
- Puke